# Eknomoliparis chirichignoae
Eknomoliparis chirichignoae är en fiskart som beskrevs av Stein, Meléndez C. och Kong U., 1991. Eknomoliparis chirichignoae ingår i släktet Eknomoliparis och familjen Liparidae. Inga underarter finns listade i Catalogue of Life.